# Premier League Malti 1937-1938
Il campionato era formato da quattro squadre e lo Sliema Wanderers vinse il titolo.

## Classifica finale
| Pos. | Squadra           | G | V | N | P | GF | GS | Punti |
| ---- | ----------------- | - | - | - | - | -- | -- | ----- |
| 1    | Sliema Wanderers  | 6 | 4 | 2 | 0 | 13 | 4  | 10    |
| 2    | Floriana          | 6 | 3 | 2 | 1 | 11 | 5  | 8     |
| 3    | Valletta F.C.     | 6 | 0 | 3 | 3 | 4  | 9  | 3     |
| 4    | St. George's F.C. | 6 | 1 | 1 | 4 | 3  | 13 | 3     |